# 辣椒醬
辣椒酱泛指各种以辣椒制成的醬料，通常以辣味为主，配以甜、酸、咸等味道，也有一些偏重其它味道。

## 制作
辣椒酱通常以切片、切碎或捣碎的辣椒配上醋、糖或盐等调味料调制而成，其它常见的搭配香料有大蒜、葱头、葱、酱油、香菇等等。
有些辣椒酱实际上会以其它食材为主要原料，例如以番茄酱为基底的紅莎莎醬、以馬拉盞为基底的叁巴醬、以海味為基底的XO醬等。
- 秘魯青莎莎醬
- 以灯笼椒制成的辣椒酱
- 馬來叁巴醬
- 四川豆瓣酱